# Lodoméria

Brazão

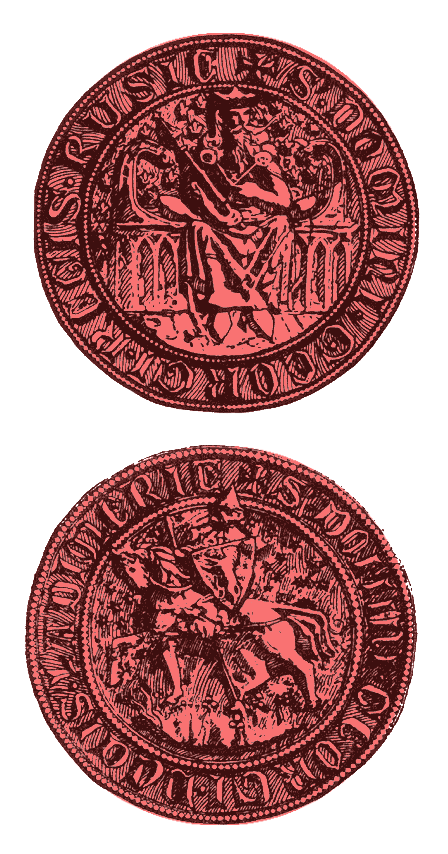
Selo de Giorgi, Regis Rusie, Ducis Ladimerie; ("Ladimerie" aparece ao lado do cavaleiro)

Lodoméria é o nome latino de Volodymyr (eslavo antigo: Володимѣръ, Volodiměrŭ; ucraniano: Лодомерія, Lodomeriia; polonês: Lodomeria; eslovaco: Lodomeria; húngaro: Lodomeria; tcheco: Vladiměř; alemão: Lodomerien; romeno: Lodomeria), um principado ruteniano também conhecido como o Principado de Volhynia. Estava centrado na região de Volhynia, abrangendo as fronteiras da atual Polônia, Ucrânia e Bielo-Rússia. O Principado de Volodymyr surgiu no decorrer do século 12 junto com o Principado de Halych.
Lodomeria - juntamente com a Galiza - forneceu um dos muitos títulos do Imperador da Áustria, "o governante do Reino da Galícia e Lodoméria". No entanto, Lodomeria existia apenas no papel, não tinha território e não podia ser encontrada em nenhum mapa.
Um item no American Notes and Queries publicado em 1889 identificou Lodomeria como um antigo distrito da Polônia situado na porção leste do país (naquela época parte do Império Russo). Por volta de 988, o grão-príncipe ruteniano Vladimir, o Grande (ucrania: Volodymyr, nascido c. 958, grão-príncipe de Kiev de 980 a 1015) fundou a cidade de Volodymyr, nomeada em sua homenagem. Em 1198, um de seus descendentes, Roman Mstislavich, chamou seu próprio domínio de "Reino da Galícia e Lodomeria". Em 1340, o rei Casimiro da Polônia anexou Lodomeria à Polônia.

## Origem do título
O nome "Volhynia" é mencionado pela primeira vez nas crônicas rutenas como uma região habitada por uma tribo chamada Volhynians que foi conquistada pelo Grande Príncipe de Kiev, Vladimir, o Grande. Volhynia mudou de mãos várias vezes ao longo dos séculos seguintes. Por volta de 1199, fundiu-se com o Principado de Halych para formar o Principado (posteriormente Reino) da Galiza e Volhynia sob o príncipe Romano, o Grande. Após a morte de Romano, o Grande, em 1205, André II da Hungria adotou o título de "Rei da Lodomeria" (assim como da Galícia), em referência à Volínia.. Embora os húngaros tenham sido expulsos de Halych-Volhynia em 1221, os reis húngaros continuaram a adicionar Galicia et Lodomeria aos seus títulos oficiais.
Em 1527, os Habsburgos herdaram esses títulos, juntamente com a coroa húngara. Em 1772, a imperatriz Maria Teresa, arquiduquesa da Áustria e rainha da Hungria, decidiu usar essas reivindicações históricas para justificar sua participação na primeira partilha da Polônia. De fato, os territórios adquiridos pela Áustria não correspondiam exatamente aos da antiga Halych-Volhynia. Volhynia, incluindo a cidade de Volodymyr, foi tomada em 1795 pelo Império Russo, não pela Áustria. Por outro lado, grande parte da Pequena Polônia tornou-se parte da Galícia austríaca. Além disso, apesar de a reivindicação derivar da histórica coroa húngara, a Galiza e a Lodoméria não foram oficialmente atribuídas à Hungria e, após a Ausgleich de 1867, encontrava-se na Cisleithania, ou a parte administrada pelos austríacos da Áustria-Hungria.
O nome oficial completo da nova província austríaca era "Reino da Galícia e Lodomeria com os Ducados de Auschwitz e Zator ". Após a incorporação da Cidade Livre da Cracóvia em 1846, foi estendida para "Reino da Galícia e Lodomeria, e o Grão-Ducado de Cracóvia com os Ducados de Auschwitz e Zator" ( alemão : Königreich Galizien und Lodomerien mit dem Großherzogtum Krakau und den Herzogtümern Auschwitz und Zator ). Portanto, de 1772 a 1918, "Lodomeria" foi reivindicada pelos monarcas austríacos, embora Volhynia, a região a que o nome se referia originalmente, fizesse parte do Império Russo.